# Dereköy, Bodrum
Dereköy là một xã thuộc huyện Bodrum, tỉnh Muğla, Thổ Nhĩ Kỳ. Dân số thời điểm năm 2011 là 892 người.